# Rosinakapelle

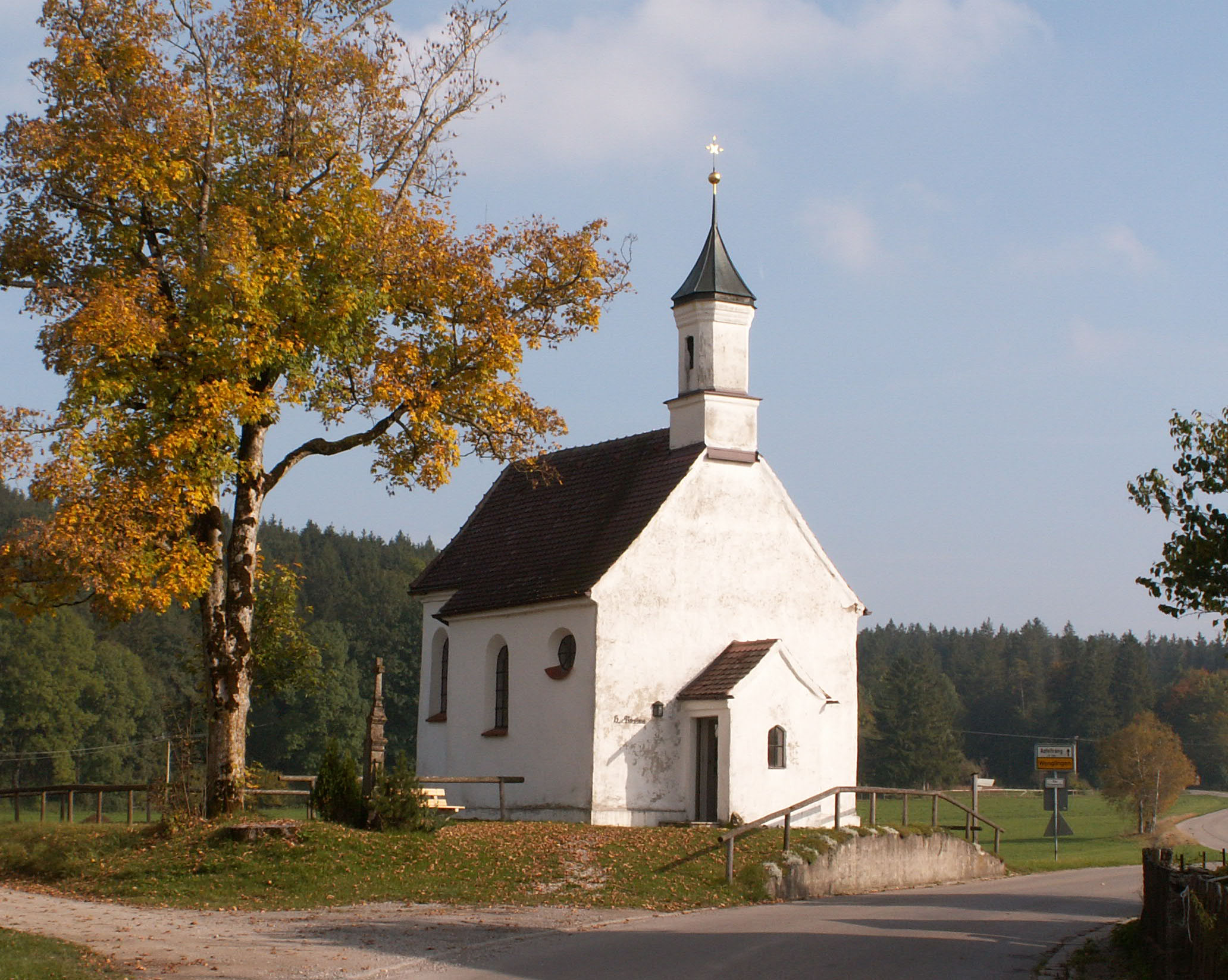
Die Rosinakapelle in Wenglingen

Die Rosinakapelle in Wenglingen ist in der gesamten Diözese Augsburg der einzige Ort, an dem die heilige Rosina verehrt wird.

## Heilige Rosina
Über die Herkunft der Heiligen Rosina wurde viel gerätselt, es steht jedoch geschichtlich einwandfrei fest: Rosina hat vor dem 14. Jahrhundert gelebt. Das genaue Wann liegt freilich im Dunkeln. Vielleicht hat das Heiligen-Verzeichnis Germaniens recht, wenn es als Todesjahr 1000 nennt. Palme und Schwert auf dem Wenglinger Bild sind Zeichen für ein bestandenes Martyrium und deuten auf ein blutiges Lebensende der Rosina hin. Das Fest der Heiligen Rosina wird in Wenglingen am 11. März gefeiert.

## Geschichte
In einem Visitationsbericht aus dem Jahre 1679 wird die Rosinakapelle erstmals urkundlich erwähnt. Es ist jedoch zu vermuten, dass vor dem jetzigen Bau aus den Jahren 1700 bis 1706 schon eine Kapelle bestanden hat, da bei der Instandsetzung des Außenputzes Umrisse von gotischen Fenstern zum Vorschein kamen. Diese hatten eine Höhe von 1,20 m in Spitzbogenform und höchstens 0,40 m in der Stockleibung. Fachleuten zufolge stammt dieser Bauteil der Kapelle aus der Zeit vor 1500.
Der neuromanische Altar mit dem Bild der Heiligen Rosina entstand 1876. Unten rechts erkennt man die Heilige Barbara um 1700 und unten links die Heilige Anna selbdritt, wahrscheinlich aus dem 18. Jahrhundert nach einem gotischen Vorbild.
Die oberen, später dazugekommenen Figuren, stellen rechts die Mutter Gottes und links die Heilige Apollonia dar. Das Altarbild wurde von Pfarrer Kögel aus Apfeltrang, nach überlieferten Vorlagen, gemalt. Demnach hat das Altarbild schon lange vor dem Altaraufbau bestanden, denn Pfarrer Kögel wirkte von 1720 bis 1735 in Apfeltrang.
1896 folgte die Überarbeitung des Kreuzwegs.
1907 wurden in den Altar geweihte Reliquien durch den Bischof von Augsburg eingelegt und mit lateinischem Wortlaut abgedeckt. Die übersetzte Altarinschrift lautet:

„Im Jahr 1907, am 28. Januar, ist dieser Altar von dem sehr geschätzten und hochwürdigen Herrn Maximilian, durch das Erbarmen Gottes und der Gnade des Apostolischen Stuhls, Bischof von Augsburg, geweiht worden, nachdem die hochheiligen Reliquien von Märtyrern eingeschlossen waren und die anderen Zeremonien gemäß dem Ritus der Heiligen Römischen Kirche vollzogen waren. In diesem Glauben sind die vorliegenden Reliquien von oben abgedeckt worden.

Augsburg, das oben genannte Datum

Der hochwürdigste Domdekan von Augsburg

Kanonikus und bischöflich bevollmächtigter Siegelträger

Fr. A. Kaufmann“

Der aus Rohholz bestehende Altar wurde 1936 marmoriert, die Raumschale weiß ausgemalt und die Bänke gestrichen. Das einfache Schindeldach wurde 1942 durch ein doppeltes Biberschwanzdach ersetzt. Nachdem die Glocke einen Riss hatte, wurde sie 1956 durch eine neue, schwerere Glocke ersetzt.
Da sich der Glockenturm geneigt hatte, wurde er 1966 abgetragen und neu aufgebaut. 1972 folgte eine Erneuerung des Innen- und Außenanstriches.
Bei einem Einbruch in die Kapelle im Jahr 1975 wurden das Altarkreuz, zwei Kerzenleuchter und eine Figur geraubt.
Eine wiederholte Erneuerung des Innen- und Außenanstriches fand 1980 statt, bevor in den Jahren zwischen 1990 und 1995 eine grundlegende Innen- und Außenrenovierung folgte.